# Società Lavorazione Minerali e Derivati
Solmine - Società Lavorazione Minerali e Derivati S.p.A. è un'azienda italiana che, in passato, operava nel settore minerario occupandosi prevalentemente dell'estrazione e della lavorazione della pirite. Attualmente la Nuova Solmine è il primo produttore italiano di acido solforico ed oleum con una capacità produttiva complessiva di ca. tonn./anno 665.000.
La società ha due impianti a Scarlino e Serravalle Scrivia. Il primo produce circa 600.000 tonnellate di acido solforico all'anno ottenute da 200.000 tonnellate di zolfo (in gran parte derivante dai processi di abbattimento delle principali raffinerie italiane). Nello stabilimento di Serravalle Scrivia l'acido solforico e l'oleum (circa 65.000 tonnellate all'anno) vengono prodotti attraverso il trattamento dei rifiuti contenenti zolfo e dalla rigenerazione di acidi solforici spenti.

## Storia
La società nasce all'interno del gruppo EGAM nel 1972 per ricevere da Montedison le attività chimiche e minerarie che si svolgevano nel complesso industriale delle Colline Metallifere a Scarlino, in provincia di Grosseto: lì si procedeva all'estrazione e alla lavorazione della pirite, materia prima per la produzione di trucioli di ossido di ferro (destinati ad Acciaierie di Piombino S.p.A.), mediante processo delle ceneri della pirite stessa.
Inoltre venivano anche prodotti acido solforico ed energia elettrica. Il processo relativo alla produzione dell'acido solforico a partire dalla pirite è definito come altamente costoso ed inquinante, motivi per cui Montedison ha deciso di cedere le proprie attività nel settore. Solmine soddisfaceva il fabbisogno italiano di acido solforico e assicurava una percentuale di rilievo del mercato nazionale di ossidi di ferro. Il complesso era in grado di produrre circa 710 000 tonnellate di acido solforico all'anno, 60 000 tonnellate di oleum, circa 350 000 tonnellate di trucioli di ossido di ferro e più di 150 milioni di chilowattora di energia elettrica.
Con la Legge 279/78 che disponeva la soppressione di EGAM, viene assegnata ad Eni, che a sua volta la pone sotto la controllata SAMIM S.p.A.. Nel 1980 a causa della crisi della siderurgia viene interrotta la produzione di ossidi di ferro a Scarlino. Nel 1987 viene ridenominata Nuova Solmine. Nel 1994 termina le operazioni di estrazione di pirite nelle sue miniere, che vengono così chiuse, optando per lo zolfo come materia base per la fabbricazione di acido.
Nel 1997, dopo la liquidazione del comparto minerario degli ossidi di ferro, viene privatizzata e ceduta a SolMar S.p.A. (attraverso un'operazione di management buy out). Nel 2005, Nuova Solmine S.p.A. acquisisce il controllo di So.Ri.S. S.p.A., Sol.Bat. S.r.l. e Gaviol S.r.l.
Nel 2009 Nuova Solmine compra da Soris lo stabilimento di Serravalle.

## Miniere (chiuse)
- Miniera di Niccioleta
- Miniera di Campiano
- Miniera di Ribolla
- Miniera di Boccheggiano
- Miniera di Bagnore[2]
- Miniera di Banditella (Monte Labbro)[3]
- Miniera di Prestavel (tramite Fluormine, estrazione di fluorite e blenda)

## Impianti
- Impianto di Scarlino
- Impianto di Serravalle